# Gerechtelijk arrondissement Eupen
Het gerechtelijk arrondissement Eupen (Duits: Gerichtsbezirk Eupen; Frans: arrondissement judiciaire d'Eupen) is een van de vier gerechtelijk arrondissementen in het gerechtelijk gebied Luik. Het valt samen met de grenzen van de Duitstalige Gemeenschap. Het arrondissement is zowel qua oppervlakte als inwoneraantal het kleinste gerechtelijk arrondissement van België. Het gerechtelijk arrondissement Eupen telt een afdeling (Eupen), 2 gerechtelijk kantons en 9 gemeenten. De gerechtelijke kantons zijn Eupen-Sankt-Vith 1 & 2.
Het arrondissement is zetel van een van de 12 rechtbanken van eerste aanleg van België.